# Lalankere, Nagamangala
Lalankere là một làng thuộc tehsil Nagamangala, huyện Mandya, bang Karnataka, Ấn Độ.